# Jacob Bellaert
Jacob Bellaert, est un éditeur néerlandais qui publie dix-sept ouvrages à Haarlem entre 1483 et 1486. Il s'agît également du nom donné à un peintre primitif néerlandais surnommé Maître de Bellaert, ainsi appelé pour les gravures sur bois qu'il a effectuées pour illustrer des ouvrages.

## Biographie

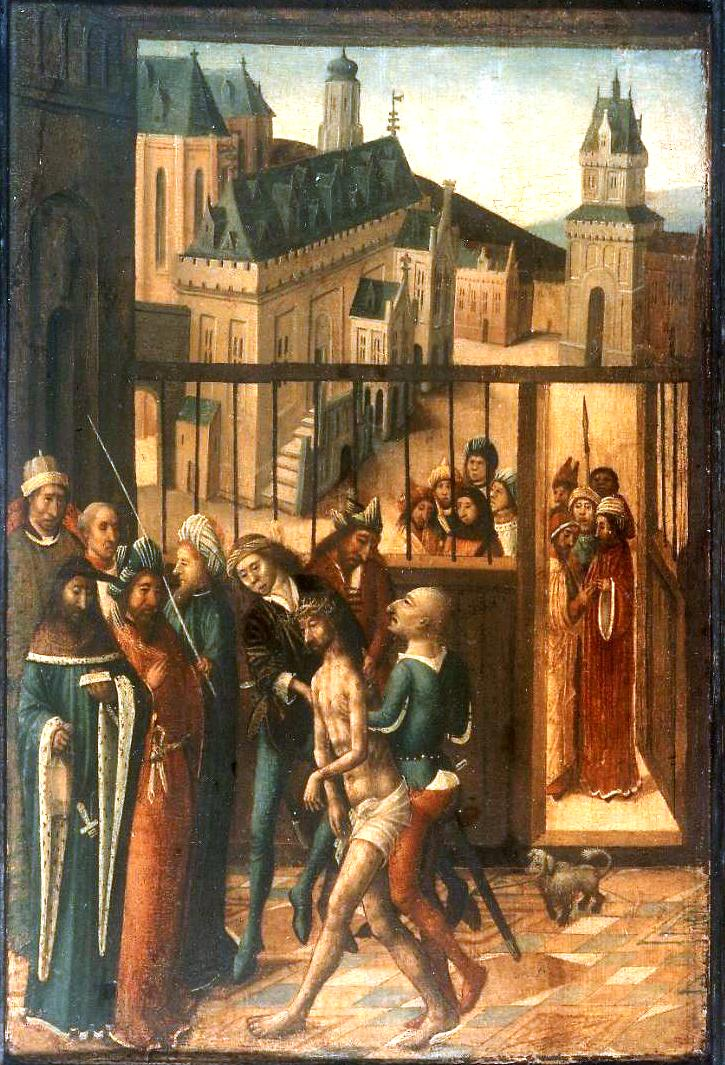
Le Christ devant Pilate, par le Maître de Bellaert, représentant l'hôtel de ville d'Haarlem à l'arrière plan.

Les historiens savent peu de choses de la vie de cet illustrateur. Selon la Bibliothèque royale des Pays-Bas (KB), l'édition de Der sonderen troest of het Proces tussen Belial ende Moyses est la seule version connue de l'histoire de Jacobus de Teramo, Liber Bellial à avoir été produite en néerlandais. Dans son édition du livre de Bartholomeus Anglicus, Van de proprieteiten der dingen (1484), en français : De la propriété des choses, Jacob Bellaert imprime son propre nom sur le colophon, permettant ainsi à son nom de passer à la postérité.
Selon le RKD, l'historien d'art W.R. Valentiner identifie Jacob Bellaert comme étant la même personne que Albert van Ouwater et le Maître de la sibylle Tiburtine.